# Orientierungslauf-Weltcup 2005
Der Orientierungslauf-Weltcup 2005 war die elfte Auflage der internationalen Wettkampfserie im Orientierungslauf. Die Gesamtsiege gingen an den Russen Andrei Chramow und die Schweizerin Simone Niggli-Luder.
Ausgetragen wurde die Weltcup-Saison in drei Runden mit insgesamt zwölf Wettkämpfen im Vereinigten Königreich, in Japan und in Italien.

## Austragungsorte
| Runde | Wettkampf | Datum      | Austragungsort | Wettbewerb    | Bemerkung           |
| ----- | --------- | ---------- | -------------- | ------------- | ------------------- |
| 1     | 1         | 30. April  | Surrey Hills   | Staffel       |                     |
| 1     | 2         | 1. Mai     | Surrey Hills   | Langdistanz   |                     |
| 1     | 3         | 2. Mai     | Surrey Hills   | Sprint        |                     |
| 1     | 4         | 3. Mai     | Surrey Hills   | Mitteldistanz |                     |
| 2     | 5         | 10. August | Aichi          | Sprint        | Weltmeisterschaften |
| 2     | 6         | 11. August | Aichi          | Mitteldistanz | Weltmeisterschaften |
| 2     | 7         | 12. August | Aichi          | Langdistanz   | Weltmeisterschaften |
| 2     | 8         | 14. August | Aichi          | Staffel       | Weltmeisterschaften |
| 3     | 9         | 3. Oktober | Subiaco        | Mitteldistanz |                     |
| 3     | 10        | 5. Oktober | Subiaco        | Sprint        |                     |
| 3     | 11        | 6. Oktober | Subiaco        | Langdistanz   |                     |
| 3     | 12        | 8. Oktober | Subiaco        | Staffel       |                     |

## Einzel

### Herren
| Datum      | Ort          | Distanz | 1. Platz          | 2. Platz                   | 3. Platz              | Anmerkungen            |
| ---------- | ------------ | ------- | ----------------- | -------------------------- | --------------------- | ---------------------- |
| 1. Mai     | Surrey Hills | Lang    | Jani Lakanen      | Andrei Chramow Mats Haldin |                       |                        |
| 2. Mai     | Surrey Hills | Sprint  | Daniel Hubmann    | David Brickhill-Jones      | Øystein Kvaal Østerbø |                        |
| 3. Mai     | Surrey Hills | Mittel  | Andrei Chramow    | Thierry Gueorgiou          | Jani Lakanen          |                        |
| 10. August | Aichi        | Sprint  | Emil Wingstedt    | Daniel Hubmann             | Jani Lakanen          | 2,4 km, 160 Hm, 14 P.  |
| 11. August | Aichi        | Mittel  | Thierry Gueorgiou | Chris Terkelsen            | Jarkko Huovila        | 4,7 km, 300 Hm, 13 P.  |
| 12. August | Aichi        | Lang    | Andrei Chramow    | Marc Lauenstein            | Holger Hott           | 12,9 km, 925 Hm, 29 P. |
| 3. Oktober | Subiaco      | Mittel  | Mikhail Mamleev   | Mats Haldin                | Thierry Gueorgiou     |                        |
| 5. Oktober | Subiaco      | Sprint  | Daniel Hubmann    | Matt Crane                 | Thierry Gueorgiou     |                        |
| 6. Oktober | Subiaco      | Lang    | Chris Terkelsen   | Thierry Gueorgiou          | Marc Lauenstein       |                        |

### Damen
| Datum      | Ort          | Distanz | 1. Platz               | 2. Platz                            | 3. Platz          | Anmerkungen           |
| ---------- | ------------ | ------- | ---------------------- | ----------------------------------- | ----------------- | --------------------- |
| 1. Mai     | Surrey Hills | Lang    | Simone Niggli-Luder    | Vroni König-Salmi                   | Emma Claesson     |                       |
| 2. Mai     | Surrey Hills | Sprint  | Anne Margrethe Hausken | Jenny Johansson Simone Niggli-Luder |                   |                       |
| 3. Mai     | Surrey Hills | Mittel  | Jenny Johansson        | Simone Niggli-Luder                 | Minna Kauppi      |                       |
| 10. August | Aichi        | Sprint  | Simone Niggli-Luder    | Anne Margrethe Hausken              | Heather Monro     | 2,1 km, 130 Hm, 12 P. |
| 11. August | Aichi        | Mittel  | Simone Niggli-Luder    | Jenny Johansson                     | Minna Kauppi      | 3,8 km, 265 Hm, 13 P. |
| 12. August | Aichi        | Lang    | Simone Niggli-Luder    | Heli Jukkola                        | Vroni König-Salmi | 8,8 km, 630 Hm, 21 P. |
| 3. Oktober | Subiaco      | Mittel  | Vroni König-Salmi      | Simone Niggli-Luder                 | Marianne Andersen |                       |
| 5. Oktober | Subiaco      | Sprint  | Simone Niggli-Luder    | Martina Fritschy                    | Helen Winskill    |                       |
| 6. Oktober | Subiaco      | Lang    | Simone Niggli-Luder    | Anne Margrethe Hausken              | Vroni König-Salmi |                       |

## Staffel

### Herren
| Datum      | Ort          | 1. Platz                                                  | 2. Platz                                                  | 3. Platz                                                     | Anmerkungen |
| ---------- | ------------ | --------------------------------------------------------- | --------------------------------------------------------- | ------------------------------------------------------------ | ----------- |
| 30. April  | Surrey Hills | Frankreich François Gonon Damien Renard Thierry Gueorgiou | Norwegen Stig Alvestad Lars Skjeset Øystein Kvaal Østerbø | Dänemark Chris Terkelsen Claus Hallingdal Bloch René Rokkjær |             |
| 14. August | Aichi        | Norwegen Holger Hott Øystein Kristiansen Jørgen Rostrup   | Frankreich François Gonon Damien Renard Thierry Gueorgiou | Schweiz Matthias Merz Marc Lauenstein Daniel Hubmann         |             |
| 8. Oktober | Subiaco      | Schweiz 2 Benno Schuler Matthias Müller David Schneider   | Frankreich François Gonon Damien Renard Thierry Gueorgiou | Schweiz Daniel Hubmann Matthias Merz Marc Lauenstein         |             |

### Damen
| Datum      | Ort          | 1. Platz                                                       | 2. Platz                                                              | 3. Platz                                                          | Anmerkungen |
| ---------- | ------------ | -------------------------------------------------------------- | --------------------------------------------------------------------- | ----------------------------------------------------------------- | ----------- |
| 30. April  | Surrey Hills | Finnland Anni-Maija Fincke Riina Kuuselo Minna Kauppi          | Schweiz Lea Müller Vroni König-Salmi Simone Niggli-Luder              | Schweden Lina Bäckström Jenny Johansson Emma Claesson             |             |
| 14. August | Aichi        | Schweiz Lea Müller Vroni König-Salmi Simone Niggli-Luder       | Norwegen Marianne Andersen Marianne Riddervold Anne Margrethe Hausken | Schweden Jenny Johansson Karolina Arewång-Höjsgaard Emma Claesson |             |
| 8. Oktober | Subiaco      | Schweiz Martina Fritschy Vroni König-Salmi Simone Niggli-Luder | Norwegen Lene Moe Marianne Andersen Anne Margrethe Hausken            | Finnland Anni-Maija Fincke Heli Jukkola Paula Haapamäki           |             |

## Gesamtwertung

### Einzel
| Herren | Herren | Herren                | Herren |
| Platz  | Land   | Athlet                | Punkte |
| ------ | ------ | --------------------- | ------ |
| 1      | RUS    | Andrei Chramow        | 266    |
| 2      | FRA    | Thierry Gueorgiou     | 259    |
| 3      | SUI    | Daniel Hubmann        | 250    |
| 4      | DEN    | Chris Terkelsen       | 249    |
| 5      | FIN    | Jani Lakanen          | 249    |
| 6      | FIN    | Mats Haldin           | 242    |
| 7      | NOR    | Øystein Kvaal Østerbø | 219    |
| 8      | SUI    | Marc Lauenstein       | 218    |
| 9      | FIN    | Jarkko Huovila        | 208    |
| 10     | NOR    | Holger Hott Johansen  | 204    |

| Damen | Damen | Damen                  | Damen  |
| Platz | Land  | Athletin               | Punkte |
| ----- | ----- | ---------------------- | ------ |
| 1     | SUI   | Simone Niggli-Luder    | 345    |
| 2     | SUI   | Vroni König-Salmi      | 285    |
| 3     | NOR   | Anne Margrethe Hausken | 261    |
| 4     | NOR   | Marianne Andersen      | 259    |
| 5     | SWE   | Emma Engstrand         | 238    |
| 6     | CZE   | Dana Brožková          | 227    |
| 7     | SUI   | Brigitte Grüniger      | 204    |
| 8     | SUI   | Martina Fritschy       | 203    |
| 9     | SWE   | Jenny Johansson        | 200    |
| 9     | GBR   | Heather Monro          | 200    |

### Staffel
| Herren | Herren                 | Herren | Herren |
| Platz  | Land                   | Punkte |        |
| ------ | ---------------------- | ------ | ------ |
| 1      | Frankreich             | 54     |        |
| 2      | Norwegen               | 52     |        |
| 3      | Schweiz                | 48     |        |
| 4      | Dänemark               | 36     |        |
| 5      | Finnland               | 32     |        |
| 6      | Schweden               | 30     |        |
| 7      | Tschechien             | 28     |        |
| 8      | Vereinigtes Königreich | 22     |        |
| 9      | Italien                | 17     |        |
| 10     | Litauen                | 10     |        |
| 10     | Russland               | 10     |        |

| Damen | Damen                  | Damen  | Damen |
| Platz | Land                   | Punkte |       |
| ----- | ---------------------- | ------ | ----- |
| 1     | Schweiz                | 57     |       |
| 2     | Finnland               | 48     |       |
| 3     | Norwegen               | 44     |       |
| 4     | Schweden               | 43     |       |
| 5     | Tschechien             | 34     |       |
| 6     | Vereinigtes Königreich | 31     |       |
| 7     | Frankreich             | 19     |       |
| 8     | Japan                  | 15     |       |
| 9     | Dänemark               | 15     |       |
| 10    | Russland               | 10     |       |